# トーマス・ブルンス
トーマス・ブルンス（Thomas Bruns、1992年1月7日 - ）は、オランダ・ウィールデン出身のサッカー選手。アダナスポル所属。ポジションはMF。

## クラブ経歴

### ヘラクレス・アルメロ
ウィールデンで生まれ、FCトゥウェンテの下部組織で育成された。2011年にトゥウェンテを離れ、エールディヴィジのヘラクレス・アルメロに加入した。加入から2ヶ月が経過した2011年4月9日、ヴィレムIIとの親善試合でデビューした。このシーズン、4-2と敗北はしたが、SCヘーレンフェーン戦にてプロ初ゴールを達成し、大成に兆しを見せた。2シーズン後の2014-15シーズンからレギュラーに定着し、32試合7得点を記録した。

### フィテッセ
2017年4月10日、フィテッセにフリーで移籍した。初年度の2017-18シーズンはリーグ戦29試合3得点とまずまずの成果を残したものの、2シーズン目から出場機会が激減した。

#### フローニンゲン
2018年12月24日、2018-19シーズン終了までFCフローニンゲンにレンタルされた。ここでは冬からの加入ながらレギュラーの座を確保し、ハーフシーズンで15試合で2得点を決めた。

#### PECズヴォレ
2019年8月14日、PECズヴォレにレンタル移籍した。

#### VVVフェンロー
2020年2月12日、VVVフェンローに2019-20シーズン終了までレンタルされた。

#### アダナスポル
2021年8月12日、アダナスポルに2年契約で移籍した。